# Mozartov efekt

Učinek Mozartove glasbe, ki je zelo igriva, je zelo zanimiv. Znanstveniki so se 200 let po njegovi smrti začeli ukvarjati z njegovo glasbo in so mnenja, da ima zdravilne moči. Učinek njegove glasbe je bil poimenovan kar »Mozartov efekt«.

Znanstvenik Alfred Tomatis  ugotavlja, da glasba Wolfganga Amadeusa Mozarta pomirja, izboljšuje prostorsko zaznavanje in omogoča jasnejše izražanje. Ljudje naj bi z njim tudi dosegali najboljše uspehe, ne glede na to, kje so ga poslušali.

Glasba poleg vplivanja na naše razpoloženje spodbuja tudi ustvarjalnost, učenje in zdravje. To so znanstveniki potrdili s poročili z vseh koncev sveta. V Združenih državah Amerike so povečali hitrost učenja, ko so tujcem med tečajem angleščine predvajali Mozarta. Iz Francije poročajo, da so krave, ki so poslušale Mozartovo glasbo, dale več mleka kot običajno. V Kanadi so na nekaterih javnih trgih igrali Mozarta za umiritev množice pešcev. V neki japonski varilnici so ugotovili, da najboljše sake, tradicionalno riževo vino, dajejo glive, ki jim predvajajo Mozarta. Na kalifornijski univerzi v Irvinu, v centru za nevrobiologijo učenja in pomnjenja, so preučevali vpliv Mozarta na študentih in otrocih in ugotovili, da so se študentje, ki so 10 minut poslušali Mozartovo »Sonato za dva klavirja v D-duru« (K-448), na testih inteligentnosti odrezali za 8 do 10 točk bolje kot ostali.

Teoretični fizik Gordon Shaw domneva, da Mozartova glasba ogreje možgane, ker je zapletena pa olajšuje nekatera zapletena možganska dogajanja, kakršna so potrebna pri matematiki in šahu. Poslušanje Mozarta pomaga organizirati vzorec delovanja celic v možganski skorji, pri čemer naj bi posebej krepil ustvarjalne procese v desnem delu možganov, ki povečuje zbranost in krepi sposobnost intuitivnega razmišljanja.

Zvoki vplivajo na celice, tkiva in organe. Njihovo nihanje v okolici ustvarja vzorce in energijska polja resonance, ki jih absorbiramo in prefinjeno spreminjamo naše dihanje, srčni utrip, krvni tlak, mišično napetost, kožno temperaturo.

Tomatis v delu Zakaj Mozart? (Pourquoi Mozart?) zatrjuje, da ta glasba prinaša osvobajajočo zdravilno moč in da se poslušalcem zdi, da Mozartova glasba prinaša ravnotežje. Vsi zvoki na specifične načine spremenijo energijo našega telesa. Če glasba Mozarta res omogoča energijsko ravnotežje, potemtakem dosegamo z njo isto, kar bi nam prinesla akupunktura, zeliščni napitki ter izbrana hrana, in si z njo odpiramo pot do energijskega ravnotežja. Ritem glasbe vpliva na ritem avtonomnega živčevja (tj. ni pod nadzorom volje), ki uravnava množico bioloških dogajanj v telesu.